# مؤمن عين المبارك
مؤمن عين المبارك (من مواليد 10 شباط 1971 م) هو قارئ وحافظ إنْدونيسي [الإنجليزية] للقرآن الكريم من تاسيكمالايا.

## الحياة
صُنف كـ "قارئ عالمي" عندما تفوق على منافسيه من بلدان مختلفة في مسابقة تلاوة القرآن الكريم الدولية في ماليزيا في عام 2008 وفي مسابقة القرآن الكريم الدولية في إيران في عام 2009 م.
أسس مدرسة داخلية إسلامية (بيسنترين) في مسقط رأسه تاسيكمالايا تُسمى "معهد مرتل القرآن مؤمن عين المبارك" في عام 2010 لبناء قراء مستقبليين محترفين منذ الصغر.

## السفر إلى الخارج
كان بطلًا لمسابقة القرآن الكريم الدولية لعام 2008م في ماليزيا ومسابقة القرآن الكريم الدولية لعام 2009م في إيران. في عام 2009، تمت دعوته إلى باكستان لإلقاء محاضرة في محفل حسن القراءة الدولي بجامعة بنوريا [الإنجليزية] وغيرها من الفعاليات في البلاد بما في ذلك إلقاء محاضرة في مسجد فيصل في إسلام آباد، باكستان في شباط 2009 م. كما شارك في المسابقة السنوية التاسعة لحفظ ونظر وقراءة القرآن الكريم التي أقامتها مؤسسة تورنتو الإسلامية بكندا وحصل على جائزة الضيف في عام 2014.

## طالع أيضًا
- ماريا أولفا – قارئة قرآن أندونيسية
- معمر زين العاشقين – قارئ القرآن الكريم